# Tony Awards 1957
Die Verleihung der 11. Tony Awards 1957 (11th Annual Tony Awards) fand am 21. April 1957 im Grand Ballroom des Hotels Waldorf Astoria in New York City statt. Moderator der Veranstaltung war Clayton (Bud) Collyer. Ausgezeichnet wurden Theaterstücke und Musicals der Saison 1956/57, die am Broadway ihre Erstaufführung hatten. Aufgrund von Streikmaßnahmen der Gewerkschaft gegen den Sender WCBS-TV wurde die Veranstaltung nicht – wie geplant – im Fernsehen auf WCBS-TV Channel 2 ausgestrahlt.

## Hintergrund
Die Antoinette Perry Awards for Excellence in Theatre, oder besser bekannt als Tony Awards, werden seit 1947 jährlich in zahlreichen Kategorien für herausragende Leistungen bei Broadway-Produktionen und -Aufführungen der letzten Theatersaison vergeben. Zusätzlich werden verschiedene Sonderpreise, z. B. der Regional Theatre Tony Award, verliehen. Benannt ist die Auszeichnung nach Antoinette Perry. Sie war 1940 Mitbegründerin des wiederbelebten und überarbeiteten American Theatre Wing (ATW). Die Preise wurden nach ihrem Tod im Jahr 1946 vom ATW zu ihrem Gedenken gestiftet und werden bei einer jährlichen Zeremonie in New York City überreicht.

## Gewinner und Nominierte

### Künstlerische Produktion
| Kategorie                       | Preisträger                                                      | Theaterstück bzw. Musical     | Nominierungen |
| Bestes Theaterstück             | Eugene O’Neill                                                   | Long Day’s Journey into Night | - Separate Tables von Terence Rattigan. Produziert von The Producers Theatre und Hecht-Lancaster - The Potting Shed von Graham Greene. Produziert von Carmen Capalbo und Stanley Chase - The Waltz of the Toreadors von Jean Anouilh, übersetzt von Lucienne Hill. Produziert von The Producers Theatre (Robert Whitehead) |
| Bestes Musical                  | Alan Jay Lerner (Buch und Liedtexte) und Frederick Loewe (Musik) | My Fair Lady                  | - Bells Are Ringing. Buch und Liedtexte von Betty Comden und Adolph Green, Musik von Jule Styne. Produziert von The Theatre Guild - Candide. Buch von Lillian Hellman, Musik von Leonard Bernstein, Liedtexte von Richard Wilbur. Produziert von Ethel Linder Reiner in Zusammenarbeit mit Lester Osterman, Jr. - The Most Happy Fella. Buch, Musik und Liedtexte von Frank Loesser. Produziert von Kermit Bloomgarden und Lynn Loesser |
| Bester Produzent (Theaterstück) | Leigh Connell, Theodore Mann und Jose Quintero                   | Long Day’s Journey into Night | |
| Bester Produzent (Musical)      | Herman Levin                                                     | My Fair Lady                  | |

### Künstlerische Leistung
| Kategorie                            | Preisträger       | Theaterstück bzw. Musical     | Nominierungen |
| Bester Hauptdarsteller Theaterstück  | Fredric March     | Long Day’s Journey into Night | - Maurice Evans in The Apple Cart - Wilfred Hyde-White in The Reluctant Debutante - Eric Portman in Separate Tables - Ralph Richardson in The Waltz of the Toreadors - Cyril Ritchard in A Visit to a Small Planet     |
| Beste Hauptdarstellerin Theaterstück | Margaret Leighton | Separate Tables               | - Florence Eldridge in Long Day’s Journey into Night - Rosalind Russell in Auntie Mame - Sybil Thorndike in The Potting Shed                                                                                           |
| Bester Hauptdarsteller Musical       | Rex Harrison      | My Fair Lady                  | - Fernando Lamas in Happy Hunting - Robert Weede in The Most Happy Fella |
| Beste Hauptdarstellerin Musical      | Judy Holliday     | Bells Are Ringing             | - Julie Andrews in My Fair Lady - Ethel Merman in Happy Hunting |
| Bester Nebendarsteller Theaterstück  | Frank Conroy      | The Potting Shed              | - Eddie Mayehoff in A Visit to a Small Planet - William Podmore in Separate Tables - Jason Robards, Jr. in Long Day’s Journey into Night                                                                               |
| Beste Nebendarstellerin Theaterstück | Peggy Cass        | Auntie Mame                   | - Anna Massey in The Reluctant Debutante - Beryl Measor in Separate Tables - Mildred Natwick in The Waltz of the Toreadors - Phyllis Neilson-Terry in Separate Tables - Diana Van der Vlis in The Happiest Millionaire |
| Bester Nebendarsteller Musical       | Sydney Chaplin    | Bells Are Ringing             | - Robert Coote in My Fair Lady - Stanley Holloway in My Fair Lady |
| Beste Nebendarstellerin Musical      | Edith Adams       | Li’l Abner                    | - Virginia Gibson in Happy Hunting - Irra Petina in Candide - Jo Sullivan in The Most Happy Fella |

### Künstlerische Gestaltung
| Kategorie                         | Preisträger     | Theaterstück bzw. Musical | Nominierungen |
| Bestes Bühnenbild                 | Oliver Smith    | My Fair Lady              | - Boris Aronson – A Hole In The Head / Small War on Murray Hill - Ben Edwards – The Waltz of the Toreadors - George Jenkins – The Happiest Millionaire / Too Late the Phalarope - Donald Oenslager – Major Barbara - Oliver Smith – A Clearing in the Woods / Candide / Auntie Mame / My Fair Lady / Eugenia / A Visit to a Small Planet |
| Beste Bühnentechnik               | Howard McDonald | Major Barbara             | - Thomas Fitzgerald – Long Day’s Journey into Night - Joseph Harbuck – Auntie Mame |
| Beste Choreographie               | Michael Kidd    | Li’l Abner                | - Hanya Holm – My Fair Lady - Dania Krupska – The Most Happy Fella - Jerome Robbins und Bob Fosse – Bells Are Ringing |
| Bester Dirigent und Musikdirektor | Franz Allers    | My Fair Lady              | - Herbert Greene – The Most Happy Fella - Samuel Krachmalnick – Candide |
| Beste Kostüme                     | Cecil Beaton    | My Fair Lady              | - Cecil Beaton – Little Glass Clock / My Fair Lady - Alvin Colt – Li’l Abner / The Sleeping Prince - Dorothy Jeakins – Major Barbara / Too Late the Phalarope - Irene Sharaff – Candide / Happy Hunting / Shangri-La / Small War on Murray Hill                                                                                          |
| Beste Regie                       | Moss Hart       | My Fair Lady              | - Joseph Anthony – A Clearing in the Woods / The Most Happy Fella - Harold Clurman – The Waltz of the Toreadors - Peter Glenville – Separate Tables - Jose Quintero – Long Day’s Journey into Night |

### Sonderpreise (ohne Wettbewerb)
| Kategorie          | Preisträger                                             | Grund der Preisverleihung |
| Special Tony Award | American Shakespeare Festival in Stratford, Connecticut |                           |
| Special Tony Award | Jean-Louis Barrault                                     |                           |
| Special Tony Award | Robert Russell Bennett                                  |                           |
| Special Tony Award | William Hammerstein                                     |                           |
| Special Tony Award | Paul Shyre                                              |                           |

## Statistik

### Mehrfache Nominierungen
- 10 Nominierungen: My Fair Lady
- 6 Nominierungen: Long Day’s Journey into Night, The Most Happy Fella und Separate Tables
- 5 Nominierungen: Candide und The Waltz of the Toreadors
- 4 Nominierungen: Auntie Mame, Bells Are Ringing und Happy Hunting
- 3 Nominierungen: Li’l Abner, Major Barbara, The Potting Shed und A Visit to a Small Planet
- 2 Nominierungen: A Clearing in the Woods, The Happiest Millionaire, The Reluctant Debutante, Small War on Murray Hill und Too Late the Phalarope

Mehrfache Gewinne
- 6 Gewinne: My Fair Lady
- 2 Gewinne: Bells Are Ringing, Li’l Abner und Long Day’s Journey into Night